# Universidade Regional Integrada do Alto Uruguai e das Missões
A Universidade Regional Integrada do Alto Uruguai e das Missões (URI), é uma instituição comunitária localizada na região Noroeste do Rio Grande do Sul. Foi a primeira universidade multicampi instalada no Brasil.
A URI é mantida pela Fundação Regional Integrada (FuRI). Possui editora (EdiURI) e duas estações de rádio próprias.[carece de fontes?] Além do ensino superior, mantém 4 escolas de educação básica e um centro de línguas especializado no ensino de língua inglesa.  O número total de alunos, incluindo os da educação básica, técnicos, graduandos e pós-graduandos, é de 17.224 alunos.

## História
A URI é a principal instituição de pesquisa e conhecimento do município que se formou devido à fusão de várias instituições de ensino do Alto Uruguai e possui quatro Campis e duas extensões. Lá estão instalados três Pólos e um Núcleo de Modernização Tecnológica sendo fontes dos principais avanços tecnológicos e científicos de Erechim. Ambos os pólos recebem apoio financeiro da Secretaria de Inovação, Ciência e Tecnologia do Estado do Rio Grande do Sul.[ligação inativa] Atualmente, a URI conta com mais de 15 mil alunos e professores, correspondendo a 5% do total estadual. O curso de engenharia de alimentos chegou a ser classificado como um dos cinco melhores de todo o país.